# El Cata
El Cata, pseudonimo di Edward E. Bello Pou (Barahona, 27 febbraio 1972), è un rapper e musicista dominicano.
In attività fin dal 1999, ha raggiunto il successo nel 2008 grazie a un remix del brano Loca con su tiguere, insieme a Voltio e Ñejo & Dálmata.
Nel 2009 ha partecipato alla composizione del brano di successo internazionale del rapper Pitbull I Know You Want Me (Calle Ocho). Nello stesso anno ha esordito come solista con l'album El malo, pubblicato dall'etichetta discografica Planet, pubblicato il 5 dicembre.
L'anno seguente ha partecipato alla realizzazione dell'album della nota popstar colombiana Shakira, Sale el sol, per il quale ha scritto diverse tracce. Ha inoltre duettato con la cantante per la versione in lingua spagnola del brano estratto come primo singolo, Loca, ispirato al brano Loca con su tiguere che l'ha lanciato, che ha riscosso un buon successo. Il disco contiene un altro duetto, nella versione in spagnolo della canzone Rabiosa.

## Discografia

### Album in studio
- 2009 – El malo (Planet Records)

### Collaborazioni
- 2010 – Loca (versione spagnola) (Shakira feat. El Cata)
- 2011 – Rabiosa (versione spagnola) (Shakira feat. El Cata)